# Yūta Nakano
Yūta Nakano (japanisch 中野 裕太 Nakano Yūta; * 30. August 1989 in Tokoname, Präfektur Aichi) ist ein japanischer Fußballspieler.

## Karriere
Yūta Nakano erlernte das Fußballspielen in der Jugendmannschaft von Sanfrecce Hiroshima. Seinen ersten Vertrag unterschrieb er 2008 bei Yokohama FC. Der Verein aus Yokohama spielte in der zweithöchsten Liga des Landes, der J2 League. 2010 wechselte er auf Leihbasis zum Ligakonkurrenten Fagiano Okayama nach Okayama. Nach der Ausleihe wurde er von Okayama 2011 fest unter Vertrag genommen. Die zweite Jahreshälfte 2011 spielte er in Singapur beim Erstligisten Geylang United. Für United spielte er 13-mal in der ersten Liga. Nach Vertragsende in Okayama unterschrieb er für die Saison 2013 einen Vertrag bei HOYO Oita. Mit dem Klub spielte er in der Japan Football League. Über Ganju Iwate wechselte er 2015 zum FC Kariya.